# Međuzvjezdani objekt
Putanja objekta ʻOumuamue
Međuzvjezdani objekt (eng.  interstellar object, fr. objet interstellaire, rus. межзвёздный объект) su nebeska tijela (kometi i dr.) koji su u međuzvjezdanom prostranstvu (odnosno nisu ni zvijezda ni subzvjezdani objekt), ne povezani gravitacijskom silom (v. stanje vezanosti u kvantnoj fizici) s ikojom zvijezdom. Prvi poznati promatrani međuzvjezdani objekt je ʻOumuamua, a drugi otkriven takav objekt je 2I/Borisov.Međuzvjezdani objekt može se uočiti samo ako prolazi kroz naš Sunčev sustav blizu Sunca ili ako se odvojio od Oortova oblaka i počeo gibati po snažno istegnutoj hiperboličnoj putanji, čime ukazuje da nije u svezi sa Sunčevom gravitacijom. Objekti slabih hiperboličkih putanja također su uočeni, no njihova putanja govori da su izletili iz Oortova oblaka, to jest nastali su u našem Sunčevom sustavu, a ne kod druge zvijezde niti u međuzvjezdanom prostranstvu. Točnije, gravitacijski svezani objekti idu eliptičnom orbitom oko Sunca,  poput većine asteroida, kometa i objekata iz Oortova oblaka.
Pojam međuzvjezdanog objekta također se može primijeniti na objekte koji su na međuzvjezdanoj putanji ali privremeno prolaze blizu zvijezde, poput nekih asteroida i kometa (uključujući egzokometa).